# Otto Ludwig
Otto Ludwig (Eisfeld, Turíngia, 11 de fevereiro de 1813 – Dresden, 25 de fevereiro de 1865) foi um dramaturgo, romancista e crítico literário alemão.  Ele foi um dos maiores dramaturgos do século XIX, continuador de Schiller e Shakespeare.

## Biografia
Seu pai morreu quando ele tinha doze anos, e ele cresceu em condições desfavoráveis. Foi autodidata, dedicando-se inicialmente à poesia e sobretudo à música, captando a atenção do Duque da Saxónia-Meiningen com a ópera Die Köhlerin, que lhe permitiu em 1839 continuar os seus estudos musicais com Felix Mendelssohn em Leipzig.
A saúde precária e a timidez inata o levaram a abandonar sua carreira musical e se concentrar exclusivamente em estudos literários, escrevendo histórias e dramas. A peça Der Erbförster (O Guardião da Floresta, 1850) recebeu consideração imediata como um estudo psicológico completo. Seguiu-se Die Makkabäer (1852), em que o método realista de O Guardião da Floresta foi aplicado a um acontecimento histórico, o que lhe permitiu maior liberdade literária.
Graças a essas tragédias, que podem ser adicionadas Die Rechte des Herzens e Das Fräulein von Scuderi, à comédia Hans Frey, e a uma tragédia incompleta sobre Agnes Bernauer, Ludwig classifica-se imediatamente após Christian Friedrich Hebbel como o poeta dramático mais notável da Alemanha em meados do século 19.
Entretanto, depois de casar e mudar-se para Dresden, voltou a dedicar-se à ficção. Ele publicou uma série de histórias sobre a Turíngia caracterizadas pela mesma atenção aos detalhes e análise psicológica completa de suas peças. Entre eles estão Die Heiteretei und ihr Widerspiel (1851), e sua obra-prima, o romance Zwischen Himmel und Erde (Entre o Céu e a Terra, 1855). Em Shakespeare-Studien (publicado postumamente em 1871) Ludwig provou ser um crítico capaz. Sua grande paixão por Shakespeare o levou a desvalorizar a obra de Friedrich Schiller em contraste com a opinião predominante de seus compatriotas. Ele morreu em Dresden em 1865.